# Quneitra
Quneitra (arabisk القنيطرة) er en provins i det sydvestlige Syrien med grænse mod Jordan i syd, Israel i vest og Libanon i nordvest. Den administrative hovedstad er al-Qunaytirah. Befolkningen havde 81.000 indbyggere i slutningen af 2008, på et areal på 1.861 kvadratkilometer. Dette gør den til den mindste provins i landet, både med hensyn til areal og til befolkning. De omstridte Golanhøjder ligger delvis inden for provinsen. 
Provinsen er inddelt i to distrikter, mintaqah:
- Fiq
- al-Qunaytirah

Distrikterne er videre inddelt i underdistrikter (nawāḥī).